# Лебединец, Владимир Никифорович
Влади́мир Ники́форович Лебеди́нец (укр. Володимир Никифорович Лебединець; 31 марта 1929 — 15 февраля 1994, Львов) — советский и украинский физик, специалист в области верхней атмосферы и космического пространства. Доктор физико-математических наук (1968), профессор (1981).

## Биография
Владимир Лебединец родился 31 марта 1929 года в селе Езерское Харьковской области в семье служащего.
Окончил Харьковский государственный университет (1951) и его аспирантуру при кафедре астрологии (1954). В марте 1955 г защитил кандидатскую диссертацию (научный руководитель академик Н. П. Барабашов):
- Фотографическая фотометрия Юпитера и Сатурна со светофильтрами : диссертация … кандидата физико-математических наук : 01.00.00. — Харьков, 1954. — 200 с. : ил., схемы.

С марта 1955 по сентябрь 1959 г. работал в Харьковском педагогическом институте на кафедре физики, читал курсы физики и астрономии. С октября 1959 г. научный сотрудник лаборатории радиотехники Харьковского политехнического института.
Совместно с Б. Л. Кащеевым отрабатывал методику радиометеорных исследований и публиковал результаты изучения метеорных потоков Геминид и Квадрантид.
В феврале 1963 г. перешёл в Институт экспериментальной метеорологии (до 1970 г. — филиал Института прикладной геофизики) в г. Обнинск Калужской области. Там проработал до 1991 года: старший научный сотрудник, заведующий лабораторией, начальник отдела.
В 1967 году защитил докторскую диссертацию:
- Физическая теория метеоров и метеорное вещество в окрестностях орбиты Земли по результатам радионаблюдений : в 2 томах : диссертация … : доктора физико-математических наук : 01.00.00. — Казань, 1966. — 615 с. : ил.

Доктор физико-математических наук (1968), профессор (1981).
Специалист в области верхней атмосферы и космического пространства.
Умер 15 февраля 1994 года во Львове.